# Jacob Wothly

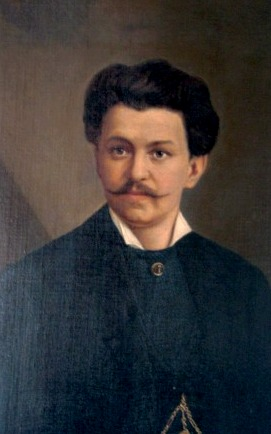
Jacob Wothly

Jacob Wothly (eigentlich Jacob Woodtlj; * 2. Juli 1823 in Oftringen; † 27. Juni 1873 in Bözingen, Schweiz) war ein deutscher Fotograf. Wothly gilt als ein Pionier der Fotografie.

## Leben

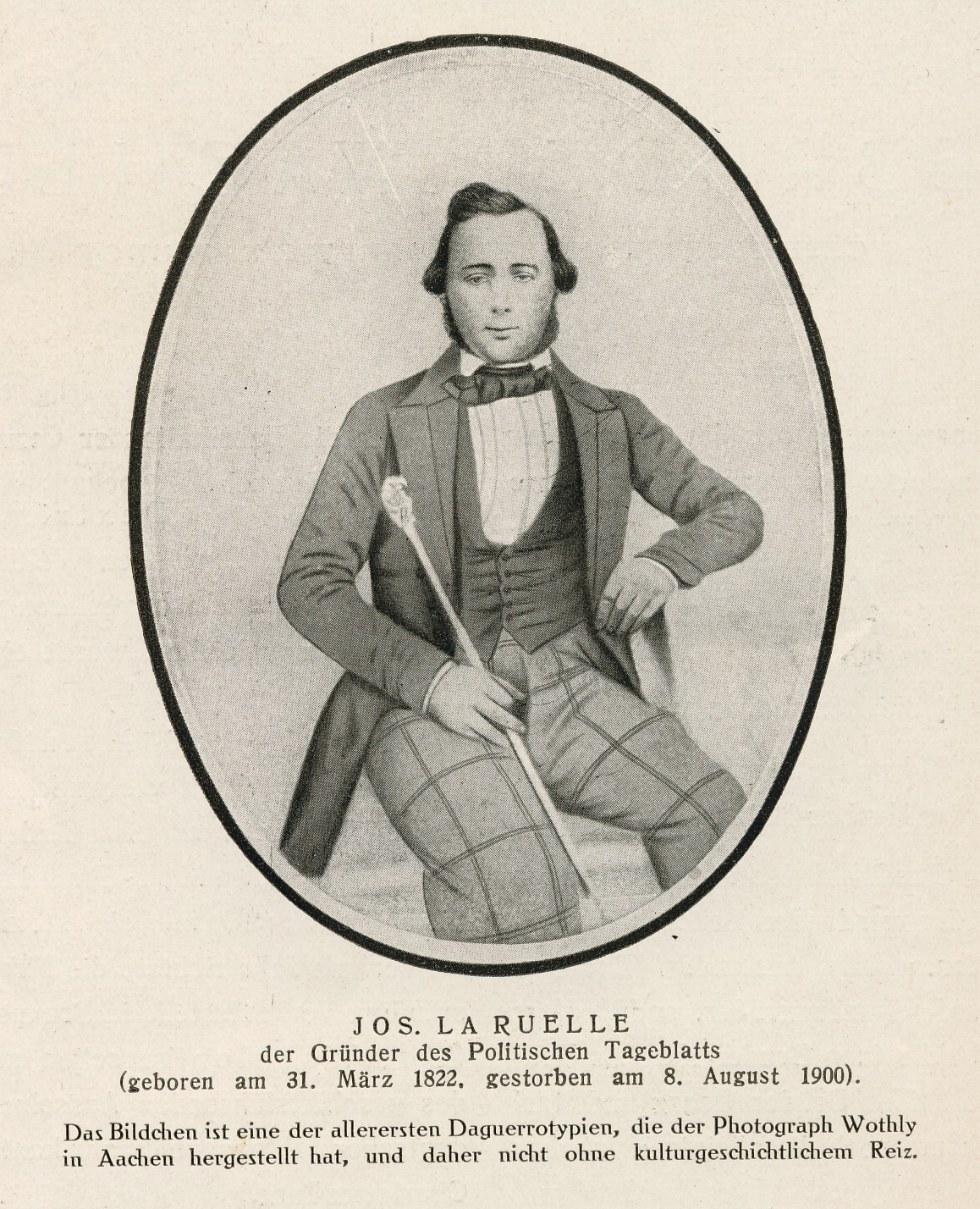
Joseph La Ruelle

Jacob Woodtlj war das siebte Kind von Rudolf Jakob Woodtlj (17. April 1772–24. Oktober 1843) vom Schneggenberg und Elisabeth, geb. Bär (12. September 1783 Aarburg–21. August/April 1846 Biel). Später änderte er seinen Nachnamen in „Wothly“. Als 17-Jähriger war er Zeichenschüler der Kunstakademie München. Wothly kam als Assistent eines Bärenführers nach Aachen. Tanzbären und Scherenschnitte waren zeitgenössische Jahrmarkt-Attraktionen. Im Herbst 1849 war der 27-jährige Wothly als Silhouetteur im Zentrum von Aachen unter der Anschrift Friedrich-Wilhelm-Graben 583 tätig. In der Aachener Zeitung warb er mit den Worten: „Das Sitzen dauert höchstens 5 Minuten, für die vollkommenste Ähnlichkeit und der feinsten Ausführung wird garantiert. Silhouetten können bei Nacht ebenso wie bei Tag angefertigt werden. Ich bin anzutreffen von Morgens 9 bis Abends 8 Uhr.“
Einen Monat bevor er nach Aachen kam, hatte Jacob Wothly am 6. September 1849 in Düsseldorf-Hamm Mathilde Juliane Johanna Linden, Tochter des Kellners Friedrich Wilhelm Linden aus Düsseldorf, geheiratet. Es ist anzunehmen, dass sich Jacob Wothly vor seinem 24 Jahre dauernden Lebensabschnitt in Aachen eine Zeit lang in Düsseldorf aufhielt. Ab dem 10. Dezember 1849 porträtierte er in Öl und Pastell in einer Aachener Hauptgeschäftsstraße, der Großkölnstraße 964.
Ab 1850 fertigte er Daguerreotypien an. Seine erste tradierte Aufnahme ist die Abbildung von Joseph La Ruelle. 1855 führte er sein Atelier in der Nähe des Theaters und Telegraphenamtes, 1858 in der Komphausbadstraße, bevor er sich spätestens ab 1861 am Büchel 45 niederließ. Die Räume in der Komphausbadstraße nutzte nach Wothly der Aachener Fotograf August Kampf. Nachdem Wothly den Prinzen Georg von Preußen abgelichtet hatte, erhielt er 1861 das Recht verliehen, die Bezeichnung „Hof-Photograph“ zu führen.
Der Geschäftsmann Wothly verkaufte seine Patente und handelte mit eigenen Apparaten. 1867 unternahm er eine Italienreise. Kurz vor seinem Tod verlor Wothly durch Zahlungsschwierigkeiten des Bankhauses Robert Suermondt & Cie infolge des Gründerkrachs fast sein gesamtes Vermögen. Auf einer Reise durch die Schweiz verstarb Jacob Wothly am 27. Juni 1873 in Bözingen bei Biel. Möglicherweise führten die giftigen und radioaktiven Chemikalien, mit denen er gearbeitet hatte, zu seinem frühen Tod.

## Werk
Jacob Wothly fertigte Porträt- und Architekturfotografien an. Er war auch als Silhouetteur, Maler, Autor, Entwickler von Photoemulsionen und Ingredienzien, Apparaturen und Hersteller seiner eigenen Linsen tätig. Wothly war Autodidakt in Chemie und Physik.

## Atelier

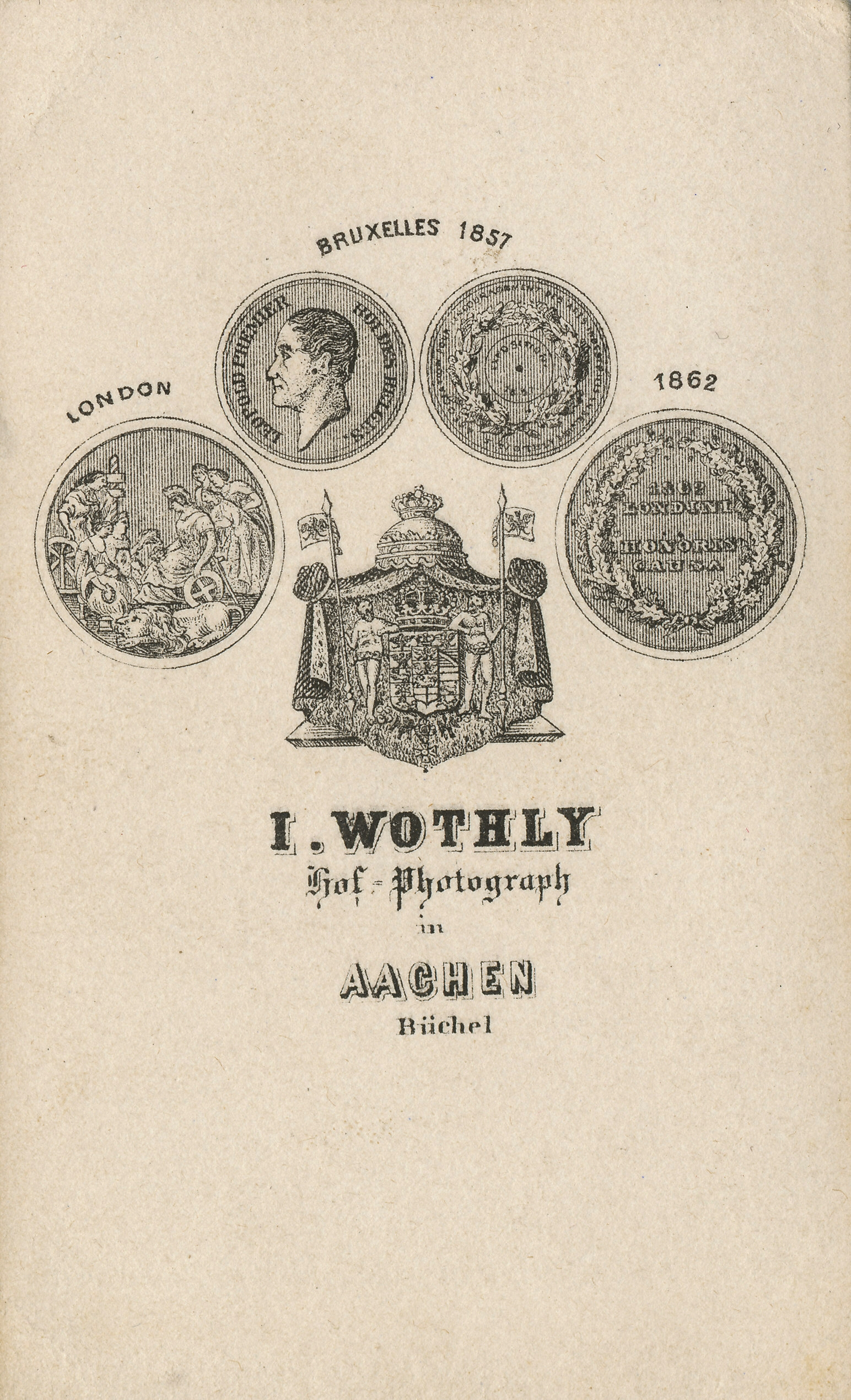
Rückseite einer Carte de Visite aus dem Atelier Jacob Wothlys, um 1865

Wothly hat sein Unternehmen unter der Firma Jacob Wothly in das Handelsregister eintragen lassen. Sein Wohn- und Atelierhaus Auf dem Büchel 45 war ein schlichtes Aachener Dreifensterhaus. Es verfügte über einen Laden im Parterre mit „Lager von Etuis, Medaillons, Rahmen sowie Apparate für die Photographie, auch werden Bilder nach Gemälden und Zeichnungen in jedem beliebigen Maßstab geliefert.“
Am 30. September 1864 kaufte er das Gut Tivoli mit 10,5 Morgen Land. Der Park des Gutes erinnerte „an die Gärten des italienischen Ortes Tivoli (Latium)“. Er stattete es mit einer Glasschleiferei aus und fertigte in dieser Linsen an. Von 1865 bis 1870 führte er kein Atelier, „um sich hauptsächlich photographischen Experimenten zu widmen.“ Seine Dunkelkammer erhielt „ihr Licht durch gelbes Glas (erhält), woselbst er die Ingredienzien, sogenanntes Harz-Collodion und den empfindlich machenden Liquer (…) mischte und nach wenigen Minuten eine Reihe halber Bögen in unglaublicher Schnelligkeit tadellos überzog und zum Trocknen aufhing.“
1872 war Wothly wieder in seinem Atelier auf dem Büchel tätig und wohnte privat im Tivoli vor dem Sandkaultor.

## Wothlytypie
Die 1860 entstandene Wothlytypie war ein Resultat von Jacob Wothlys spätestens ab 1857 unternommenen Anstrengungen zur Verbesserung der fotografischen Verfahrenstechnik. Sie ist ein Verfahren zur Herstellung von positiven Bildern unter Verwendung eines Uransalzes, des radioaktiven Uranylnitrat als lichtempfindlichem Material und eines mit einer Kollodiumlösung beschichteten Papiers als Träger.
Die Wothltypie wurde in der Fachwelt unterschiedlich beurteilt und konnte sich letztendlich nicht dauerhaft durchsetzten. Ein Beweis über die ihm nachgesagte Preisgünstigkeit im Vergleich zum gewöhnlichen Chlorsilberverfahren konnte nicht schlüssig geführt werden.
Die Präparate für dieses nach ihm benannte Verfahren unter Verwendung von Uransalzen als lichtempfindlichem Material, ließ Wothly in „dem Laboratorium des Apothekers Ernst Christian Friedrich Schering in Berlin“ herstellen. Das Verfahren ließ sich Wothly 1864 in England und am 15. August 1865 in Paris patentieren. Die Lizenzvergabe für dieses Wothlytypie-Verfahren übernahm für Frankreich und Belgien die von Emmanuel Mangel du Mesnil 1865 gegründete Société française de Wothlytypie.

## Heliostat (Solarkamera)

Solarkamera von Jacob Wothly

Jacob Wothly erfand um 1860 eine Solarkamera. Mit dieser Kamera, die das Konstruktionsprinzip eines Heliostaten aufwies, konnte Wothly bis zu 2 × 1,5 m große Fotografien herstellen. Er stellte das Verfahren erstmal in der französischen Akademie der Wissenschaften vor.
Der von ihm konstruierte Apparat war „ein Vergrößerungsgerät für Sonnenlicht mit selbst hergestellten Linsen von großer Brennweite. Ihre „Kondensorlinse hat 1 m Durchmesser und 2 m Brennweite.“ Noch 1890 erwarb Josef Maria Eder (1855–1944, österreichischer Photochemiker) eine „von Wothly gebaute(s)“ Solarkamera. Er stellte sie auf das flache „Dach der Graphischen Lehr- und Versuchsanstalt in Wien.“ Eder galt als der „ideelle Gründer der ‚k.k. Lehr- und Versuchsanstalt für Photographie und Reproduktionsverfahren‘.“ Er leitete diese 1888 gegründete Einrichtung über 30 Jahre lang. Eder schreibt 1932, das Wothly 1860 den 1857 von Lieutenant Colonel Joseph Janvier Woodward (1833–1884) konstruierten Vergrößerungsapparat praktisch veränderte und „seine fast lebensgroßen Porträte in der Sitzung der französischen Akademie der Wissenschaften am 8. Oktober 1860 (präsentierte) ... Disdéri in Paris erwarb sich im selben Jahre dieses Verfahren mit dem Rechte es in Frankreich auszuführen, um 20.000 Franken. Diese Funktion der Kamera bestand darin, dass der Reflektor von dem Apparate getrennt wurde, wodurch Erschütterungen durch das Drehen des Spiegels während der Belichtung vermieden wurden. ... Die Dimensionen der Wothlyschen Solarkamera waren sehr groß. ... . Die enorme Hitze der kondensierten Sonnenstrahlen machte eine Kühlung mit planparallelen Wasserwannen erforderlich.“ Auch Hof-Fotograf Joseph Albert stattete sein riesiges Atelierhaus mit einer nach Wothlys System erbauten Solarkamera aus.
Mit seinem selbst konstruierten Solar-Gerät erzielte Wothly auf mehreren Ausstellungen Preismedaillen für Vergrößerungen.

## Hintergrundkopiermaschine

Hintergrundkopiermaschine

Im März 1864 stellte Wothly seine Hintergrundcopiermaschine in den Photographischen
Monatsheften vor. Als Argumente für sein Tool erklärte er, dass die bisher eingesetzten Glas-Vignetten kostspielig und zerbrechlich waren. Das Einbrennen der Umrissfarben verminderte die Transparenz der Mitte. Eine weitere Methode war eine Art Passepartout, um einen abgetönten Hintergrund bei Kopien zu erzielen. Das Papp-Passepartout musste von einem Assistenten gehalten werden. Daher wurde nur ein Bild pro Kopiervorgang erzielt. Wothly ersetzte den Assistenten durch eine Maschine. Fortan war eine beliebige Anzahl von Kopien mit variabler Einstellung der Pappdeckel möglich. Die Drehung des Tisches verbesserte laut Wothly den Lichteinfall. Die von Wothly konstruierte Hintergrundkopiermaschine ließ er in der Maschinenfabrik von Johann de Houben auf dem Karlsgraben in Aachen anfertigen.

## Schüler
1853 zählte der Berner Fotograf Carl Durheim zu seinen Schülern. Vermutlich gingen einige Aachener Photographen bei Jacob Wothly in die Lehre. Eventuell auch Carl und Egidius Billotte, die Söhne des Malers Heinrich Franz Carl Billotte.

## Nachfolger
Ab 1874 trat an seine Stelle sein Sohn Photograph Albert Wothly (Albert Rudolph, geb. 18. Nov. 1852 in Aachen, gest. 16. August 1879). Er firmierte als eingetragene Firma im Handelsregister Jacob Wothly (Albert), hatte 1874 auf dem Büchel 45 das Atelier und 1875 auf Gut Tivoli. Seine Mutter wohnte spätestens 1883 auf dem Sandkaulsteinweg 196, der heutigen Krefelder Straße (B57); der (Tivoli war Sandkaulsteinweg 205). Witwe Mathilde Wothly verstarb 20 Jahre nach ihrem Sohn im Alter von 78 Jahren Montag, den 10. Juli 1899 im Aachener Luisenhospital.
Ab 1871 begann mit der Trockenplatte der Siegesfeldzug der Amateurphotographie. Bis dato galt Aachen als „Stadt der Photographie“ dank Jacob Wothly.

## Rezeption
Die charakteristische Persönlichkeit von Jacob Wothly soll sich Friedrich Wilhelm Hackländer für die Figur des Photographen Wilbert in seinem Seeroman „Sturmvogel“ zum Vorbild genommen haben. Dies wird ebenfalls über den Hof-Photographen Joseph Albert (1825–1886) gesagt. Wilbert tritt im 16. Kapitel: Reiseeindrücke und 17. Kapitel: Bei den Sonnenkindern auf. Der gebürtige Burtscheider und am Starnberger See wohnende Hackländer hat sich von J. Wothly und J. Albert inspirieren lassen. Das Atelier erinnert an Albert. Bei der Bezeichnung Wilbert/Wilbertypie klingt Wothly/Wothlytypie an. Der Zusatz Heliotypie weist auf Albertotypie. Der Hinweis der Zunutzbarmachung der Sonne an Wothly’s Solarkamera. Die Eigenart des Romanphotographen die Aufträge seiner Kunden auf seine Manschettenärmel zu schreiben, die sein Sekretär all abendlich ordnet, lässt Wothly vermuten. Der Titel des Romans bezieht sich auf das Segelschiff Dagoberts Baron von Elmbach. Er wohnt auf dem Lande an einem See. Die Gegend ist das Hochgebirge. Im Zuge der Nachforschungen nach einer verschwundenen Dame namens Margarethe sucht Baron von Elmbach Wilbert’s Atelier in der Stadt auf. Er ist in Begleitung von Alexander Dellwing, einem jungen talentierten Maler. Dellwing wurde bei der letzten Ausstellung eine Medaille verliehen. Der Baron protegiert den jungen Künstler. Elmbach ist mit Wilbert befreundet und erhofft sich „von seinen Freunden und Kollegen, die er in allen Theilen Europas hat, photographische Damenporträts zur Ansicht zu verschaffen“ um die Gesuchte zu finden.

## Auszeichnungen
- 1857 Medaille der „Gesellschaft zur Förderung der industriellen Künste in Belgien“, Brüssel
- zw. 1858 und 1861 königlich preußischer Hof-Photograph
- 1862 Weltausstellung in London Medaille: „HONORIS CAUSA“
- 1863 Urkunde zum Ehrenmitglied und Meister in Frankfurt am Main
- 1865 Preismedaille der Ausstellung in Berlin für seine „erste Anwendung des Urancollodions im Positivprocess.“
- 1865 im Dezember wird ihm die Medaille für gewerbliche Leistungen „in Anerkennung seiner verdienstlichen Leistungen auf dem Gebiete der Photographie“ von dem Minister für Handel, Gewerbe und öffentliche Arbeiten, Heinrich Friedrich von Itzenplitz, überreicht. Diese Auszeichnung hat König Friedrich Wilhelm IV. am 22. Oktober 1849 gestiftet.

## Werke
1. Photographien
- Acht div. Porträts im Kabinettformat 1860?, 1864/65; Aachen: Elisenbrunnen. Rathaus, TH Baubeginn u. Bahnhof Templerbend, Kabinettformat 1865; Reproduktion eines Stichs, 1864 oder früher. Wothlytypien (Urannickelalbuminpapier/Albuminpapier) der Albertina (Wien).
- Porträt eines Unbekannten, Kunstsammlung Biel/Bienne, um 1866.
- Kinder-Porträt Maria Lambertz, Tochter von Henry Joseph Napoléon Lambertz, 1866, RMS.
- Grundsteinlegung der TH Aachen, Schlossbibliothek Berlin. Verschollen.
- Porträt Heinrich Croon (Megalo Phototypie, ca. 40 cm, im original Biedermeierrahmen); Photokopie: Drei Personen Aufn. Nellessen? (Lohmeyer, Franz); Abzüge von der Grundsteinlegung 1865 der Technischen Hochschule Originale in der Schlossbibliothek in Berlin Copie Nr. 357–60; Aachen Carte de Visite: Burg Frankenberg, Elisenbrunnen, Rathaus, Grashaus, Stadtarchiv Aachen.

2. Publikationen
- 1855: „Photographie auf Seide, Leder und Wachstuch.“
- Nach 1855: „Photographie auf Papier.“[35]
- Am 2. Mai 1865: „Ein neues Uran-Platin-Collodiumverfahren für positive Papierbilder“ von J. Wothly[36]
- 1865  J. Wothly, Mangel du Mesnil: „WOTHLYTYPIE. Application de nouveaux procédes photographiques.“